# Dr. Jekyll y el Hombre Lobo
Dr. Jekyll y el Hombre Lobo es una película española de terror de 1972, la sexta de la serie sobre el licántropo Conde Waldemar Daninsky, interpretado por Paul Naschy. Fue dirigida por León Klimovsky.

## Sinopsis
Jacinto Molina (Paul Naschy) vuelve a interpretar al Hombre Lobo Waldemar Daninsky por sexta vez, ahora en busca de la cura para su condición visitará al nieto (Jack Taylor) del infame Dr. Jekyll.

## Reparto
- Jacinto Molina como Waldemar Daninsky/Hombre Lobo/Mr. Hyde
- Shirley Corrigan como Justine
- Jack Taylor como Dr. Henry Jekyll
- Mirta Miller como Sandra
- José Marco como Imre Kosta
- Luis Induni como Otvos
- Barta Barri como Gyogyo
- Luis Gaspar como Thurko
- Elsa Zabala como Uswika Bathory